# National Shooting Centre
Das National Shooting Center (NSC) (früher Bisley Camp) ist eine Schießanlage in Bisley in der britischen Grafschaft Surrey. Die Anlage ist im Besitz des nationalen Schießverbandes NRA.
Im Jahr 1890 wurden im Bisley Camp die nationalen Meisterschaften ausgetragen, nachdem die NRA ihren Sitz von Wimbledon, London, nach Bisley verlegt hatte. Während den Olympischen Spielen 1908 und 1948 in London wurden die Schießwettbewerbe und das Schießen im Modernen Fünfkampf auf der Anlage ausgetragen. Auch während den Commonwealth Games 2002 war die Anlage Wettkampfstätte der Schießwettbewerbe. Das Sportschießen sollte zunächst im National Shooting Centre in Bisley stattfinden. Das IOC drängte darauf, nicht zu viele Wettbewerbe außerhalb Londons auszutragen, so dass die Wahl auf die Royal Artillery Barracks fiel.